# Фуглафьёрдур (футбольный клуб)
ИФ Фуглафьёрдур (фар. Ítróttarfelag Fuglafjarðar) — фарерский футбольный клуб из одноимённого города, выступает в Премьер-лиге Фарерских островов. Клуб основан 25 марта 1946 года, домашние матчи проводит на стадионе «Флётугерди», вмещающем 3 000 зрителей. Главным достижением клуба является победа в национальном чемпионате в 1979 году.

## Достижения
- Чемпионат Фарерских островов по футболу:
  - Чемпион (1): 1979.
- Кубок Фарерских островов по футболу:
  - Финалист (4): 1975, 1982, 1987, 2005.

## Европейские соревнования
Данные на 2 ноября 2013 года
| Сезон   | Турнир      | Раунд | Соперник     | 1 матч | 2 матч |
| ------- | ----------- | ----- | ------------ | ------ | ------ |
| 2011/12 | Лига Европы | 1Кв   | КР Рейкьявик | 1 : 3  | 1 : 5  |
| 2013/14 | Лига Европы | 1Кв   | Линфилд      | 0 : 2  | 0 : 3  |
| 2014/15 | Лига Европы | 1Кв   |              |        |        |

- Домашние игры выделены жирным шрифтом